# 수성구의회
수성구의회는 대한민국 대구광역시 수성구 지역을 관할하는 기초의회이다.